# This Time Around: Live in Tokyo
A This Time Around: Live in Tokyo a Deep Purple IV. felállásának a dupla koncertalbuma. Az együttes feloszlását követően 1977-ben megjelent egy koncertalbum, a Last Concert in Japan. Az album anyagát az 1975 decemberében megtartott utolsó tokiói koncert képezte, azonban alaposan átszerkesztették a gyenge eredeti keverés miatt, és csak Japánban jelent meg. A 2001-ben kiadott This Time Around: Live in Tokyo ugyanennek a koncertnek a hanganyaga, de az eredeti felvételekről készült, újrakevert, digitalizált, vágatlan változat.

## Számok listája
- 1. lemez

1. Burn (Blackmore, Coverdale, Lord, Paice, Hughes) 8:08
2. Lady Luck (Cook, Coverdale) 2:58
3. Love Child (Bolin, Coverdale) 4:29
4. Gettin' Tighter (Bolin, Hughes) 16:02
5. Smoke on the Water/Georgia on my Mind (Blackmore, Gillan, Glover, Lord, Paice) 9:31
6. Wild Dogs (Bolin, Tesar) 6:05

- 2. lemez

1. I Need Love (Bolin, Coverdale) 5:47
2. Soldier of Fortune (Blackmore, Coverdale) 1:47
3. Jon Lord Solo (Lord) 9:43
4. Lazy & Drum Solo (Blackmore, Gillan, Glover, Lord, Paice) 13:07
5. This Time Around (Hughes, Lord) 3:38
6. Owed To G (Bolin) 3:29
7. Tommy Bolin guitar solo (Bolin) 7:09
8. Drifter (Bolin, Coverdale) 4:55
9. You Keep On Movin' (Coverdale, Hughes) 5:59
10. Stormbringer (Blackmore, Coverdale) 8:51
11. Highway Star (Blackmore, Gillan, Glover, Lord, Paice) 7:30

## Előadók
- Tommy Bolin – gitár, ének
- David Coverdale – ének
- Glenn Hughes – basszusgitár, ének
- Jon Lord – billentyűk
- Ian Paice – dob